# Ванцлебен-Бёрде
Ванцлебен-Бёрде (нем. Wanzleben-Börde) — городской округ в Германии, в земле Саксония-Анхальт, входит в район Бёрде, и состоит из 19 населённых пунктов.
Население составляет 14 441 человек (на 31 декабря 2013 года). Занимает площадь 188,07 км².

## Создание и состав
1 января 2010 года, после проведённых реформ, был образован городской округ Ванцлебен-Бёрде. В течение года в его состав вошли 19 населённых пунктов:
- Берген[нем.]
- Блуменберг[нем.]
- Ботмерсдорф
- Бух[нем.]
- Ванцлебен
- Грос-Роденслебен
- Домерслебен
- Драйлебен
- Зехаузен
- Клайн-Ванцлебен
- Клайн-Гермерслебен[нем.]
- Клайн-Роденслебен
- Майендорф[нем.]
- Ремкерслебен[нем.]
- Франкфурт[нем.]
- Хермсдорф
- Хоэндоделебен
- Шляйбниц[нем.]
- Эггенштедт

## Галерея

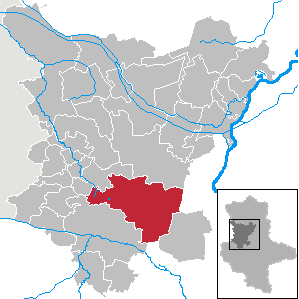
Ванцлебен-Бёрде на карте района
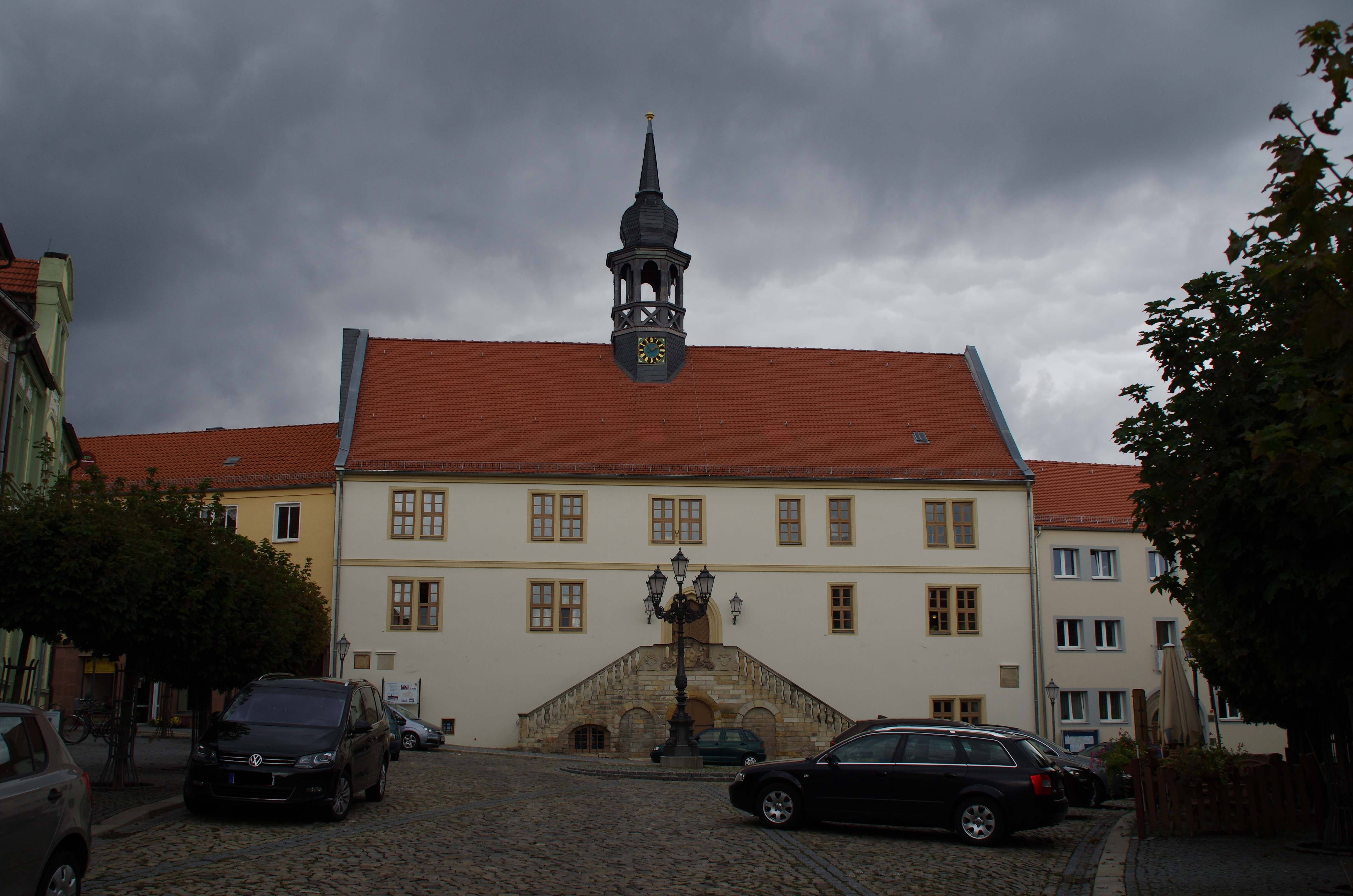
Здание администрации в Ванцлебене